# Indische Badmintonmeisterschaft 1970/71
Die Indische Badmintonmeisterschaft der Saison 1970/71 fand vom 9. bis zum 16. Januar 1971 in Hyderabad statt. Es war die 35. Austragung der nationalen Titelkämpfe im Badminton in Indien.

## Titelträger
| Disziplin    | Sieger                          |
| ------------ | ------------------------------- |
| Herreneinzel | Suresh Goel                     |
| Dameneinzel  | Damayanti Tambay                |
| Herrendoppel | Dipu Ghosh Raman Ghosh          |
| Damendoppel  | Shobha Moorthy Morin Mathias    |
| Mixed        | Nandu M. Natekar Shobha Moorthy |